# Hilda (komiks)
Hilda – seria komiksowa dla dzieci autorstwa brytyjskiego rysownika i scenarzysty Luke'a Pearsona, publikowana w oryginale po angielsku od 2010 przez wydawnictwa Nobrow Press i Flying Eye Books. Ukazuje się po polsku od 2013 nakładem wydawnictw Centrala (tomy 1–6) i Kultura Gniewu (od tomu 7.).

## Fabuła
Główną bohaterką serii jest Hilda, mądra, odważna i ciekawa świata dziewczynka. W pierwszych dwóch częściach mieszka z mamą w domku w górach w bliżej nieokreślonej części świata przypominającej Skandynawię, a w kolejnych w mieście Trolberg. Hilda przeżywa rozmaite przygody, w którym towarzyszą jej ludzie i fantastyczne stwory.

## Tomy
| Tom | Tytuł i rok wydania polskiego                  | Tytuł i rok wydania oryginalnego          |
| --- | ---------------------------------------------- | ----------------------------------------- |
| 1   | Hilda i troll (2013)                           | Hildafolk (2010)                          |
| 2   | Hilda i nocny olbrzym (2013)                   | Hilda and the Midnight Giant (2011)       |
| 3   | Hilda i ptasia parada (2014)                   | Hilda and the Bird Parade (2012)          |
| 4   | Hilda i czarna bestia (2016)                   | Hilda and the Black Hound (2014)          |
| 5   | Hilda i kamienny las (2018)                    | Hilda and the Stone Forest (2016)         |
| 6   | Hilda i władca gór (2019)                      | Hilda and the Mountain King (2019)        |
| 7   | Hilda i Rożek: Ucieczka przed deszczem (2025)  | Hilda and Twig: Hide from the Rain (2024) |
| 8   | Hilda i Rożek: Przebudzenie Pana Śniegu (2025) | Hilda and Twig: Wake the Ice Man (2025)   |

## Odbiór i nagrody
Seria została bardzo pozytywnie odebrana przez recenzentów i czytelników. Pearson otrzymał za nią liczne nagrody i nominacje, w tym Nagrodę Eisnera w 2025 za publikację dla młodszych czytelników, a także nominację za najlepszą publikację dla dzieci na Międzynarodowym Festiwalu Komiksu w Angoulême.

## Serial animowany
Na podstawie serii komiksowej powstał brytyjsko-kanadyjski serial animowany Hilda, emitowany na platformie internetowej Netflix od 21 września 2018 roku. Na jego podstawie Pearson stworzył dziewięć ilustrowanych książek.